# Paul Thibaud

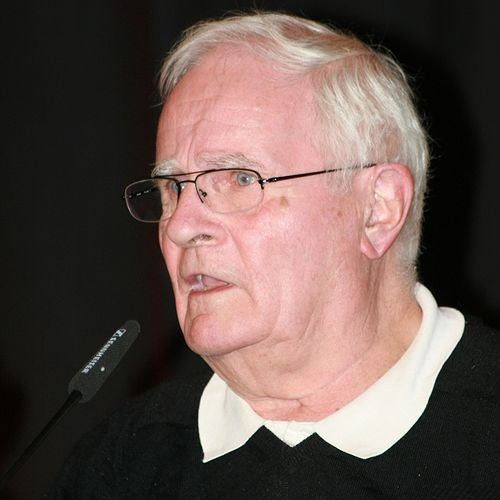
Raul Thibaud

Paul Thibaud (geboren 1933 in Loire-Inférieure) ist ein französischer Philosoph.
1960 gründete er mit Robert Barrat, Pierre Vidal-Naquet und Jacques Panije die Zeitschrift  Vérité-Liberté, die das von Intellektuellen, Wissenschaftlern und Künstlern unterzeichnete Manifeste des 121 unter dem Titel  „Déclaration sur le droit à l’insoumission dans la guerre d’Algérie“ veröffentlichte.
Er leitete die Zeitschrift Esprit  nach dem Ausscheiden von Jean-Marrie Domenach von 1977 bis 1989. Von 1999 bis 2008 war er Vorsitzender der Amitié judéo-chrétienne de France (Jüdisch-christliche Freundschaft Frankreichs).
Anfang 2007 nahm er als Journalist regelmäßig an der Sendung le rendez-vous des politiques auf France Culture teil.
Thibaud gehört zu den Gründern des Nachrichten- und Meinungsmagazins Causeur.

## Schriften
- Mit Philippe Raynaud, La fin de l'école républicaine., Calmann-Lévy, Paris 1990.
- Et maintenant...: contribution à l'après-mitterrandisme., Arléa, Paris 1995.
- La question juive et la crise française., Gallimard, Paris 1980 (2004).